# كارين برادي
كارين برادي (بالإنجليزية: Karren Brady) هي المدير الإداري لنادي كرة قدم برمنغهام سيتي (أول امرأة تتولى إدارة ناد لكرة القدم)، ولدت في العام 1969 تولت منصب المدير الإداري لنادي برمنجهام سيتي، وكان عمرها في ذلك الحين 23 سنة، كانت أول امرأة تتولى إدارة ناد لكرة القدم (وحتى في الوقت الحاضر فإنها لا تزال واحدة من أربع نساء فقط يتولين إدارة نواد في أكبر قسمين في الدوري الإنجليزي). وكانت موضوعاً لتعليقات ساخرة كثيرة حول الفروق بين الرجال والنساء. وفي مؤتمرها الصحافي الأول طُلِب منها إعطاء مقاسات جسمها.

## الحياة العملية
فضلت عدم الدراسة في الجامعة لأنها «كانت تريد كسب المال، وأن تكون في بيئة عمل وتتولى المسؤولية.» وبعد أن عملت لفترة قصيرة لدى شركة الدعاية والإعلان «ستاتشي آند ستاتشي»، انتقلت إلى راديو إل بي سي لتتولى تسويق الدعاية. وهناك قابلت ديفيد ساليفان، رئيس مجلس إدارة المجلات الرياضية، والذي أقنعها بالعمل في قسم الاستراتيجية والمبيعات. وفي عام 1993، بناء على اقتراح منها، اشترى ساليفان نادي كرة قدم برمنجهام سيتي وعينها في منصب المدير الإداري.

## ادراتها للنادي
خلال ثلاث سنوات تمكنت من تحويل النادي وإيقافه على قدميه من جديد من خلال اختصار التكاليف ورفع إيرادات الدخول وفتح فروع إضافية للأعمال مثل إصدار بطاقة ائتمان للنادي والعمل في مجال السياحة.بعد ذلك بسنة، حولت النادي إلى شركة عامة وطرحت أسهمه للاكتتاب العام في بورصة لندن الموازية، مقابل 25 مليون جنيه استرليني. وفي عام 2002 دخل النادي في بطولة الدوري الإنجليزي الممتاز.

## الحالة الصحية
تعرضت مسيرتها المهنية لتهديد صحي، حين تم تشخيصها على أنها تعاني تمدد الأوعية الدموية في الدماغ. وفي حين أن تجارب الاقتراب من الموت تحفز البعض على الابتعاد عن العمل، إلا أن برادي كانت ترد على الرسائل الإلكترونية بعد يوم واحد فقط من إجراء عملية جراحية خطيرة لها.

## اعتقالها
ألقي القبض عليها هي وساليفان وتم استجوابهما بسبب الاشتباه في دورهما في التآمر للتزوير وتقديم قيود محاسبية مزورة.جاءت الاعتقالات بعد فترة من القلاقل وعدم الاستقرار في أعقاب الاستحواذ غير الكامل على النادي من قبل مستثمر في هونغ كونغ يدعى كارسون يوينج.